# Giuriceo

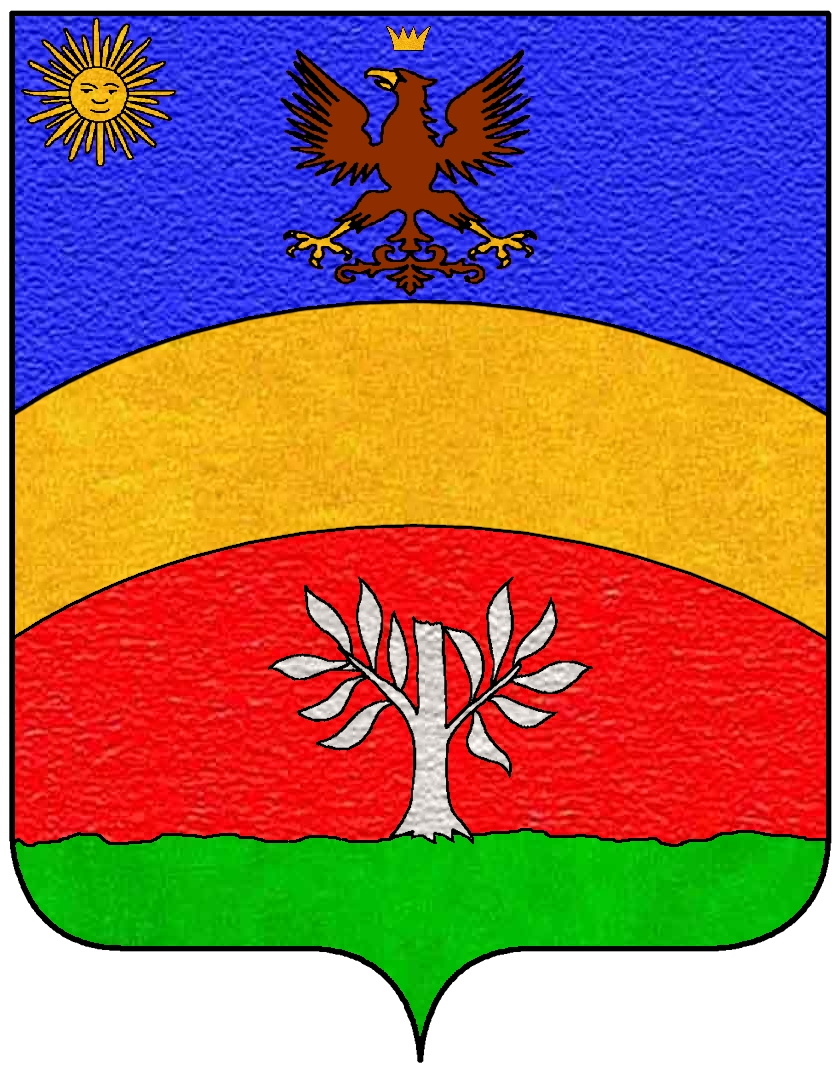
Stemma dei Giuriceo

La famiglia Giuriceo (nelle fonti anche Juriceo, Georgiceus, Georgiceo, Giorgiceo, Georgievich; in croato anche Jurjević, Georgijević o Grgičević) fu una famiglia di antica nobiltà dalmata, attestata anche nella Repubblica di Ragusa.

## Storia
Le origini della famiglia rimangono per lo più oscure, ma in età rinascimentale i Giuriceo pretesero di essere di ascendenze latine.
Presenti da tempo immemorabile nella Dalmazia quarnerina e nella zona di Spalato, qualche componente della famiglia Giuriceo si spostò in epoca tarda a Ragusa.

## Personalità notabili (in ordine cronologico)
- Atanasio Giuriceo (1590 - 1640?) - Scrittore e compositore, nacque a Spalato e studiò a Graz, vivendo in seguito in varie parti d'Europa. La sua opera più nota fu Pisni za naypoglavitiye, naysvetiye i nayveselye dni svega godischia sloxene: i kakose u Organe s'yednim glasom mogu spivati, napravgliene (Vienna 1635), nella quale raccolse una serie di canti popolari della sua terra d'origine, in lingua illirica. Si tratta della prima opera musicale in tale lingua apparsa nella storia.
- Francesco Giuriceo (XVIII secolo) - Nelle fonti indicato come Juriceo, fu sacerdote e pittore. Dipinse pale d'altare nelle chiese di Bescanuova e Cassione.
- Antonio Giuriceo (1780 - 1842) - Nato a Veglia, fu vescovo di Ragusa dal 5 luglio 1830 fino alla morte, nonché Imperial Regio Consigliere del governo austriaco. (GIURICEO M.r Antonio. Pastorale di M.r A. G. Vescovo di Ragusa per la visita canonica 183/ Ragusa Martecchini fol. 1.idem. Kniga pastirska postov. Redovnizim i objliubjenom Puku. U Dubrovniku 1840 Martecchini 8.vo pag. 14, vol. 1.idem. Pel solenne ingresso nella sua Chiesa dell'Ill.mo e Re.mo M.r Antonio Giuriceo. Versi. (illyrica, italica, latina carmina variorum). Ragusa Martecchini 1831 4.to pag. 24, vol. 1. idem. A Memoria perenne di M.r A. G. Questo funebre serto tributa Ragusa, Vienna 1842 Mekitaristi (continet carmina illyr. ital. germ. latina haebraica variorum , et necrologiam scriptam a Mat. Giupanovich) 8.vo pag. 56, vol. 1) (Memoria perenne del amato vescovo M. Ant. Giuriceo questo funebre serto tributa la beneficata popolazione di Ragusa. Vienna 1842. coi tipi dei Mechitaristi. Ima hrvatskih pjesamah od Nikole Arbanasa, kanonika, Antonio Casnacich, Pacifika Radeljevich, Mateo Vodopich, Georgije Nikolajevich)